# Perdita purpurascens
Perdita purpurascens är en biart som beskrevs av Timberlake 1956. Perdita purpurascens ingår i släktet Perdita och familjen grävbin. Inga underarter finns listade i Catalogue of Life.